# Gisèle Charzat
Gisèle Charzat, née le 17 février 1941, est une femme politique française.

## Détail des fonctions et des mandats
Mandats parlementaires
- 17 juillet 1979 - 23 juillet 1984 : Députée européenne
- 24 juillet 1984 - 24 juillet 1989 : Députée européenne